# شاهین بنی‌طالبی
شاهین بنی‌طالبی (زادهٔ ۳ مرداد ۱۳۸۳، شهرکرد)، ووشوکار و تالوکار ایرانی است.
وی نشان برنز مسابقات ووشو سی و یکمین دوره بازی‌های یونیورسیاد دانشجویان جهان را از آن خود کرده است. همچنین شاهین بنی‌طالبی مدال طلای هشتمین دوره رقابت‌های ووشوی قهرمانی آسیا در چین را کسب کرده است.او فرزند تیمور بنی طالبی سرمربی سابق تیم ملی ووشو تالوایران است.

## نتایج[۸][۹]
- مدال برنز قهرمانی جوانان جهان ترکیه۲۰۱۴
- مدال طلا و برنز قهرمانی آسیا چین ۲۰۱۵
- مدال طلا قهرمانی جوانان جهان بلغارستان۲۰۱۶
- رتبه چهارم قهرمانی جوانان جهان برزیل ۲۰۱۸
- مدال طلا و دو برنز قهرمانی جوانان آسیا برونئی ۲۰۱۹
- مدال نقره و برنز قهرمانی جوانان جهان اندونزی۲۰۲۲
- مدال برنز المپیک دانشجویان جهان چنگدو چین ۲۰۲۳
- مدال طلا بازی‌های جهانی چنگدو چین ۲۰۲۵